# ناو هواپیمابر کاتسوراگی
ناو هواپیمابر کاتسوراگی (به انگلیسی: Japanese aircraft carrier Katsuragi) یک کشتی بود که طول آن ۲۲۷٫۳۵ متر (۷۴۵ فوت ۱۱ اینچ) بود. این کشتی در سال ۱۹۴۳ ساخته شد.